# 밤베르크 대성당

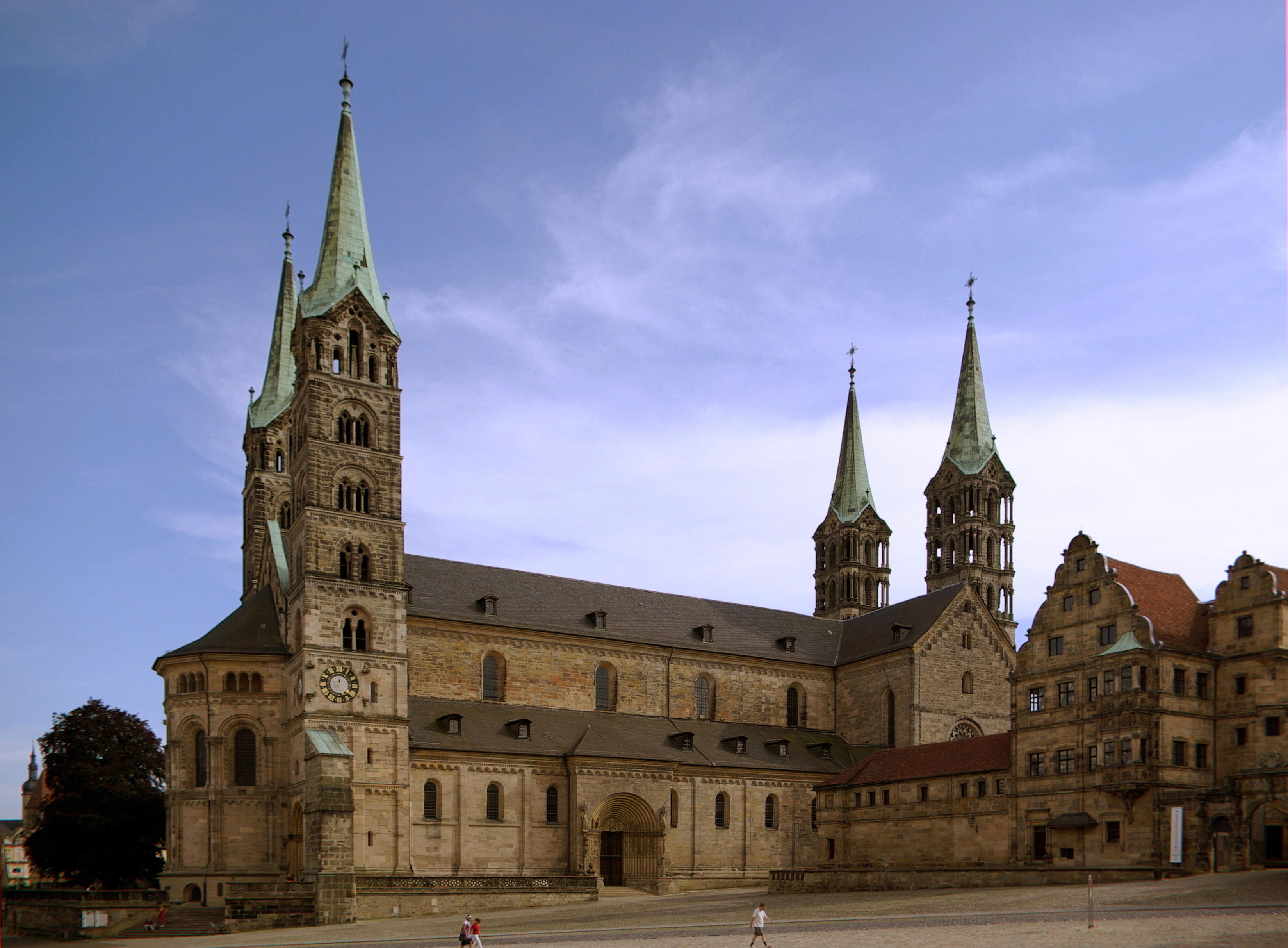
밤베르크 대성당.

밤베르크 대성당(독일어: Bamberger Dom) 또는 밤베르크 주교좌 성당은 13세기에 독일 밤베르크에 건립된 로마 가톨릭교회의 대성당으로, 현재 밤베르크 대주교좌가 자리잡고 있다.
밤베르크 대성당은 후기 로마네스크 양식으로 지어졌으며, 네 개의 첨탑을 보유하고 있다. 1004년 하인리히 2세 황제의 명에 의해 지어졌으며 1012년 공사를 끝마쳤고, 1012년 5월 6일 축성되었다. 1081년 화재사건으로 인하여 일부가 전소되었다. 밤베르크의 성 오토에 의해 복원 공사가 이루어졌으며, 1111년 축성되었다. 그리고 13세기에 후기 로마네스크 양식으로 개축되어 오늘날의 모습을 갖추게 되었다.
밤베르크 대성당은 길이 94미터, 넓이 28미터, 높이 26미터로 네 개의 첨탑까지 합치면 거의 81미터에 달한다.

## 이미지 갤러리

밤베르크 대성당 - Bamberger Dom
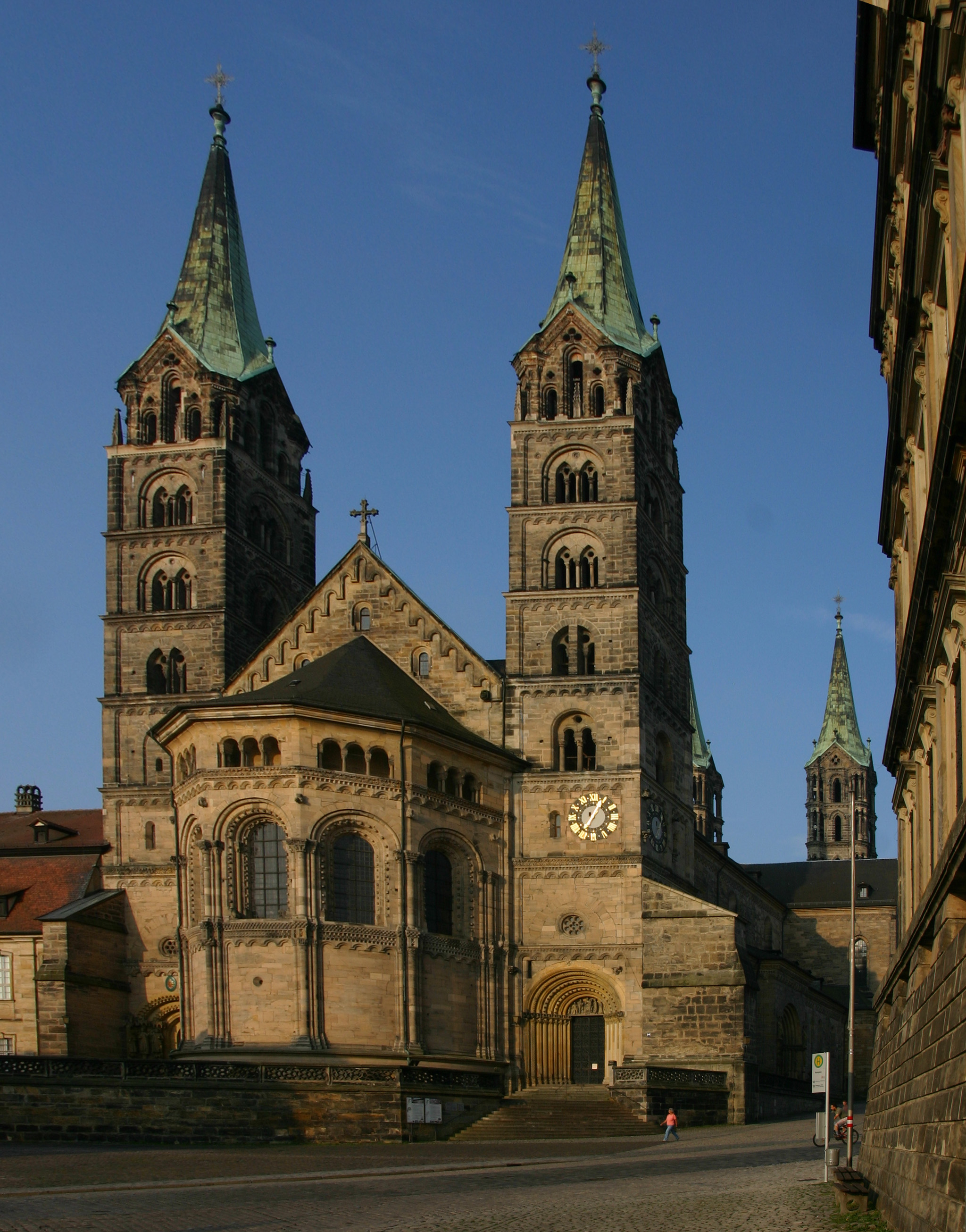
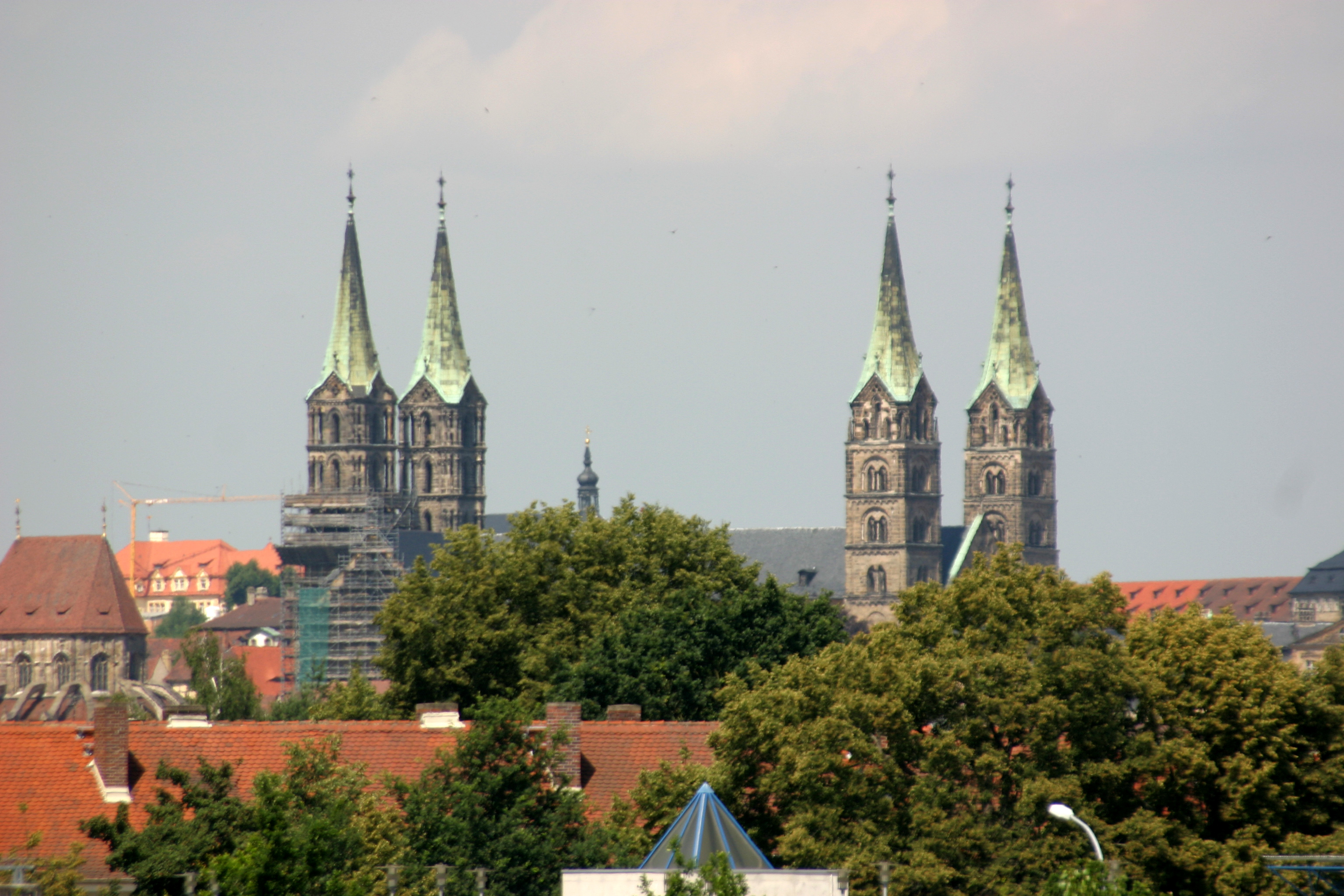
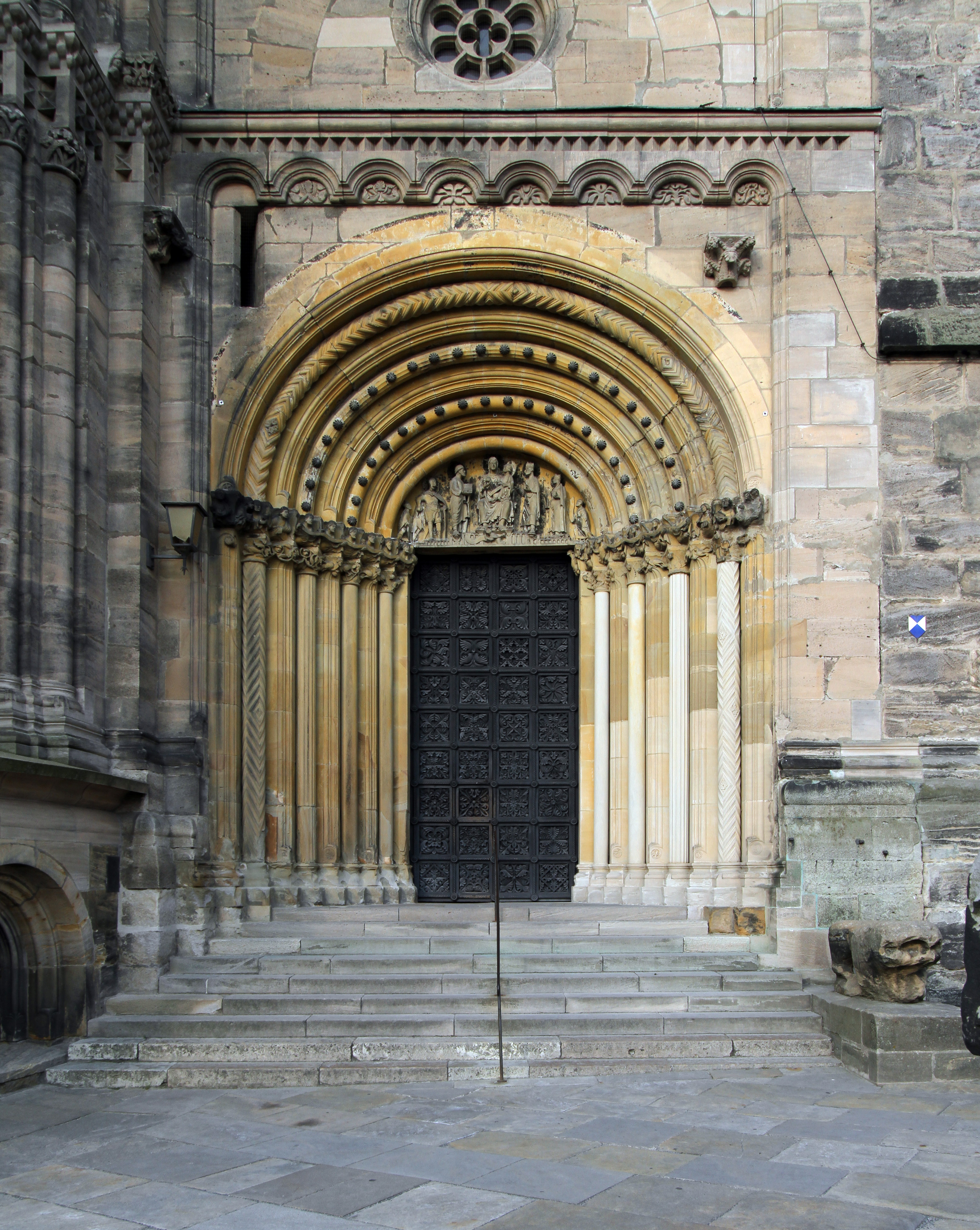
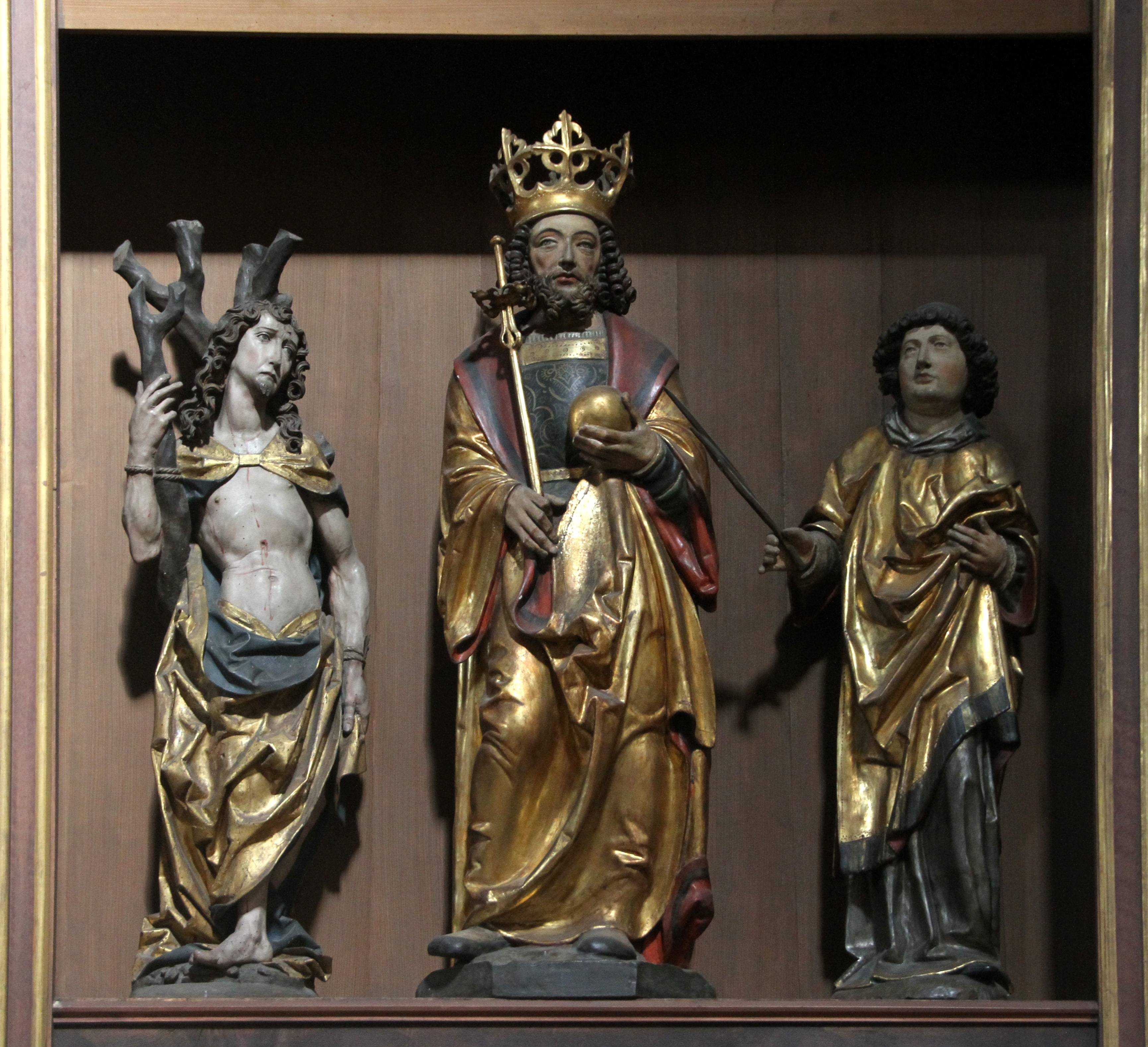
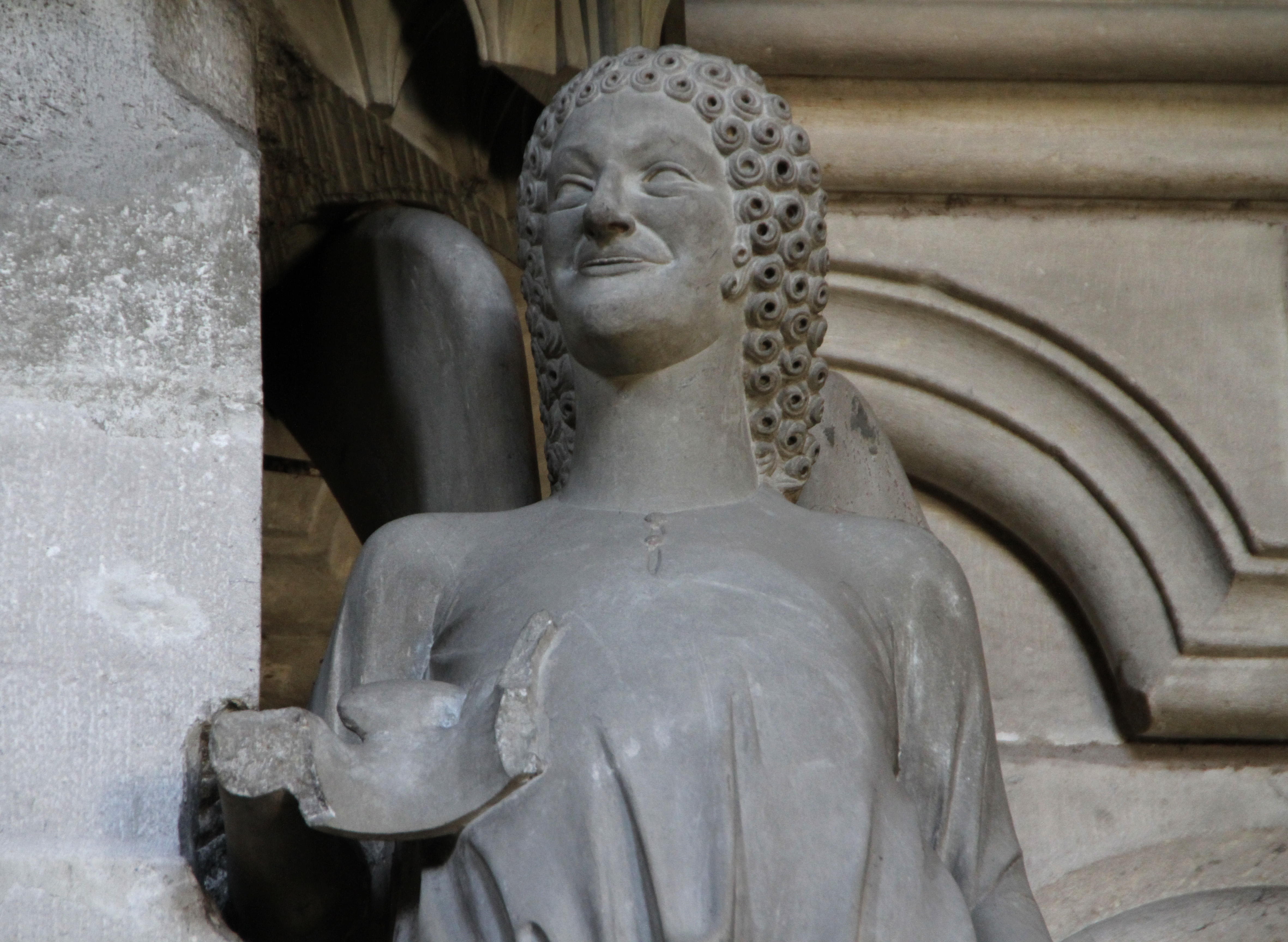
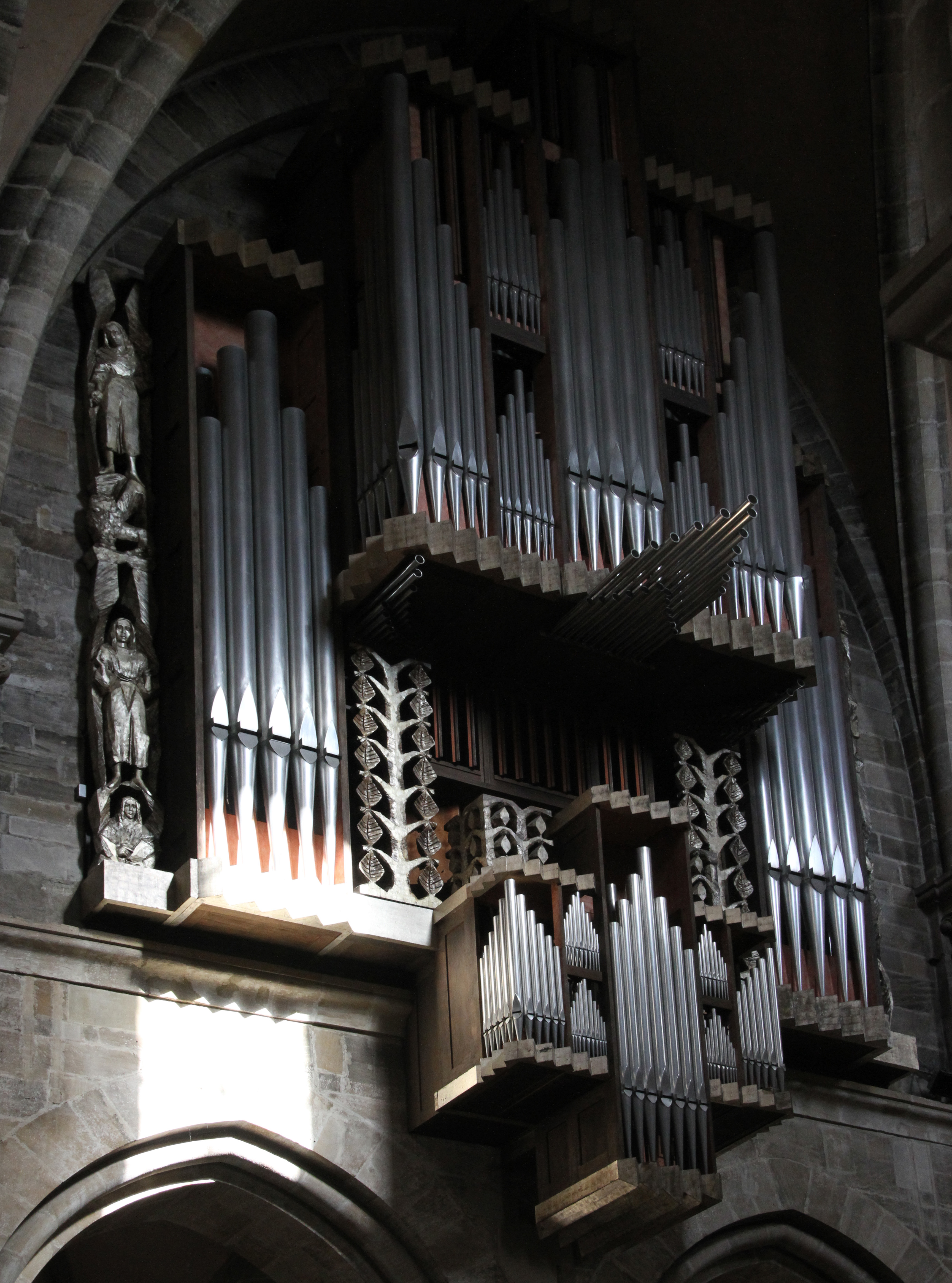
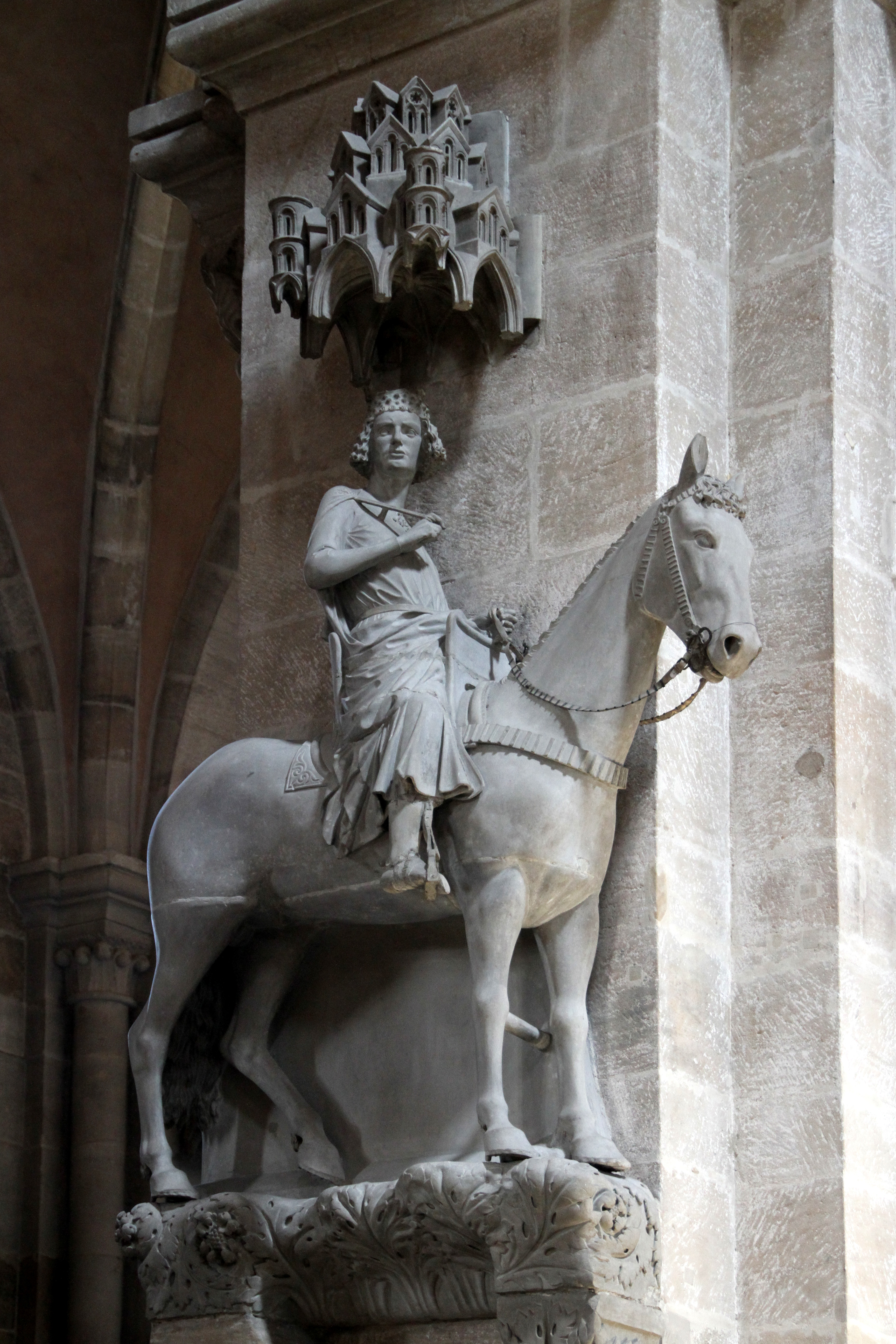
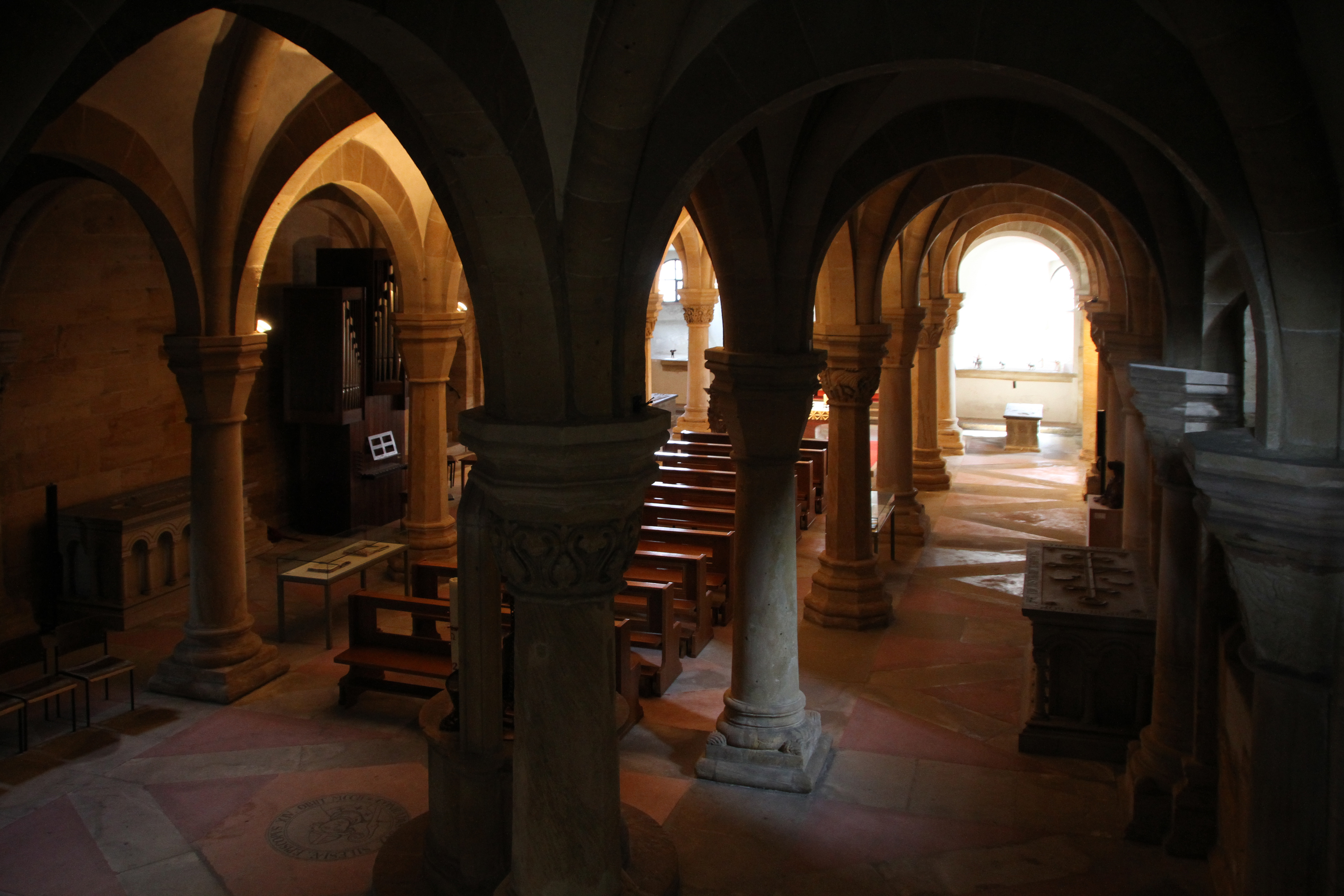